# Biopharmazie
Die Biopharmazie ist die Lehre vom Zusammenhang zwischen den chemischen und physikalischen Eigenschaften von Arzneistoffen und Hilfsstoffen sowie ihrer Darreichungsform und deren biologischen Effektivität in einem lebenden Organismus. Die biologische Effektivität entsteht durch den Eintritt des Arzneistoffes in den Organismus, seine Verteilung in Geweben, der Verstoffwechselung (Metabolismus) und der Ausscheidung aus dem Organismus. Unter Anwendung biopharmazeutischer Kenntnisse soll die gewünschte therapeutische Wirkung des Arzneistoffes erreicht und verstanden werden. Biopharmazie ist Lehr- und Studienfach sowie Forschungsbereich an deutschen Universitäten.
Einzelne Aspekte der Biopharmazie sind etwa Wirkstofffreisetzung, Resorption, Pharmakokinetik, Bioverfügbarkeit und die Metabolisierung.